# Floyd Johnson
Floyd „Candy“ Johnson (* 1. Mai 1922 in Madison (Illinois); † 28. Juni 1981 in Framingham)  war ein US-amerikanischer Jazz-Saxophonist.
Johnson begann als Schlagzeuger, bevor er zum Saxophon wechselte (anfangs Alt, später Tenor und Bariton). Schlagzeug spielte er auch in Bluesbands. Er spielte als professioneller Musiker zuerst in einer Band von Chuck Finney in St. Louis, bevor er an der Wilberforce University Saxophon studierte und in der Universitätsband spielte. Danach spielte er in Bands von Ernie Fields, Tiny Bradshaw und 1942 bis 1947 in der von Andy Kirk (Twelve Clouds of Joy), mit dessen Band er auch bei Decca aufnahm. Sein musikalisches Vorbild war nach eigenen Angaben Ben Webster, wie viele andere Saxophonisten war er aber auch stark von Coleman Hawkins beeinflusst. 1951 war er im Count Basie Orchestra (Aufnahmen bei Clef Records), hatte eine Band Peppermint Sticks in Detroit und spielte Ende der 1950er Jahre Rhythm and Blues und Funk-Jazz in der Band von Bill Doggett, wobei sie Hits wie Honky Tonk, Night Train, und Blip Blop hatten. In den 1960er Jahren nahm er ein Musikstudium an der Bowling Green State University auf. 1971 und 1973 tourte er in Frankreich mit Milt Buckner (in der Tour von 1973 nahm auch der Saxophonist Arnett Cobb teil, was in Aufnahmen bei Black & Blue, The Midnight Shows). 1974 spielte er als Ersatz von Paul Gonsalves kurz im Duke Ellington Orchestra, erneut im Count Basie Orchestra und mit seinem Freund Clark Terry und nahm in New York mit Helen Humes und Roy Eldridge auf. 1975 spielte er auf dem Bix Beiderbecke Festival in Iowa mit den New McKinney’s Cotton Pickers. Im Ruhestand lebte er in Toledo (Ohio) und unterrichtete in Schulen.
Seinen Spitznamen Candy hatte er von einer Vorliebe für Süßigkeiten, musste aber in den 1960er Jahren bei Aufnahmen wieder auf seinen eigentlichen Vornamen Floyd zurückgreifen, als eine Gogo-Tänzerin namens Candy Johnson populär wurde.
Jimmy Forrest war sein Cousin.
1973 erschien sein Debütalbum Candy's Mood (Black & Blue).